# Benjamin Lambot
Benjamin Lambot (Etterbeek, 2 maggio 1987) è un calciatore belga, difensore dell'RFC Liegi.

## Caratteristiche tecniche
È un difensore centrale.

## Carriera
Ha disputato oltre 40 incontri nella massima divisione belga

## Statistiche

### Presenze e reti nei club
| Stagione        | Club             | Campionato      | Campionato | Campionato | Coppe nazionali | Coppe nazionali | Coppe nazionali | Coppe continentali | Coppe continentali | Coppe continentali | Supercoppe | Supercoppe | Supercoppe | Totale | Totale |
| Stagione        | Club             | Comp            | Pres       | Reti       | Comp            | Pres            | Reti            | Comp               | Pres               | Reti               | Comp       | Pres       | Reti       | Pres   | Reti   |
| --------------- | ---------------- | --------------- | ---------- | ---------- | --------------- | --------------- | --------------- | ------------------ | ------------------ | ------------------ | ---------- | ---------- | ---------- | ------ | ------ |
| 2020-2021       | NorthEast United | ISL             | 19+2       | 2          | -               | -               | -               | -                  | -                  | -                  | -          | -          | -          | 21     | 2      |
| 2021-2022       | Liegi            | 1N              | 26+6       | 4          | CB              | 1               | 0               | -                  | -                  | -                  | -          | -          | -          | 33     | 4      |
| Totale Carriera | Totale Carriera  | Totale Carriera | 53         | 6          |                 | 1               | 0               |                    | -                  | -                  |            | -          | -          | 54     | 6      |